# Jonathan David Katz

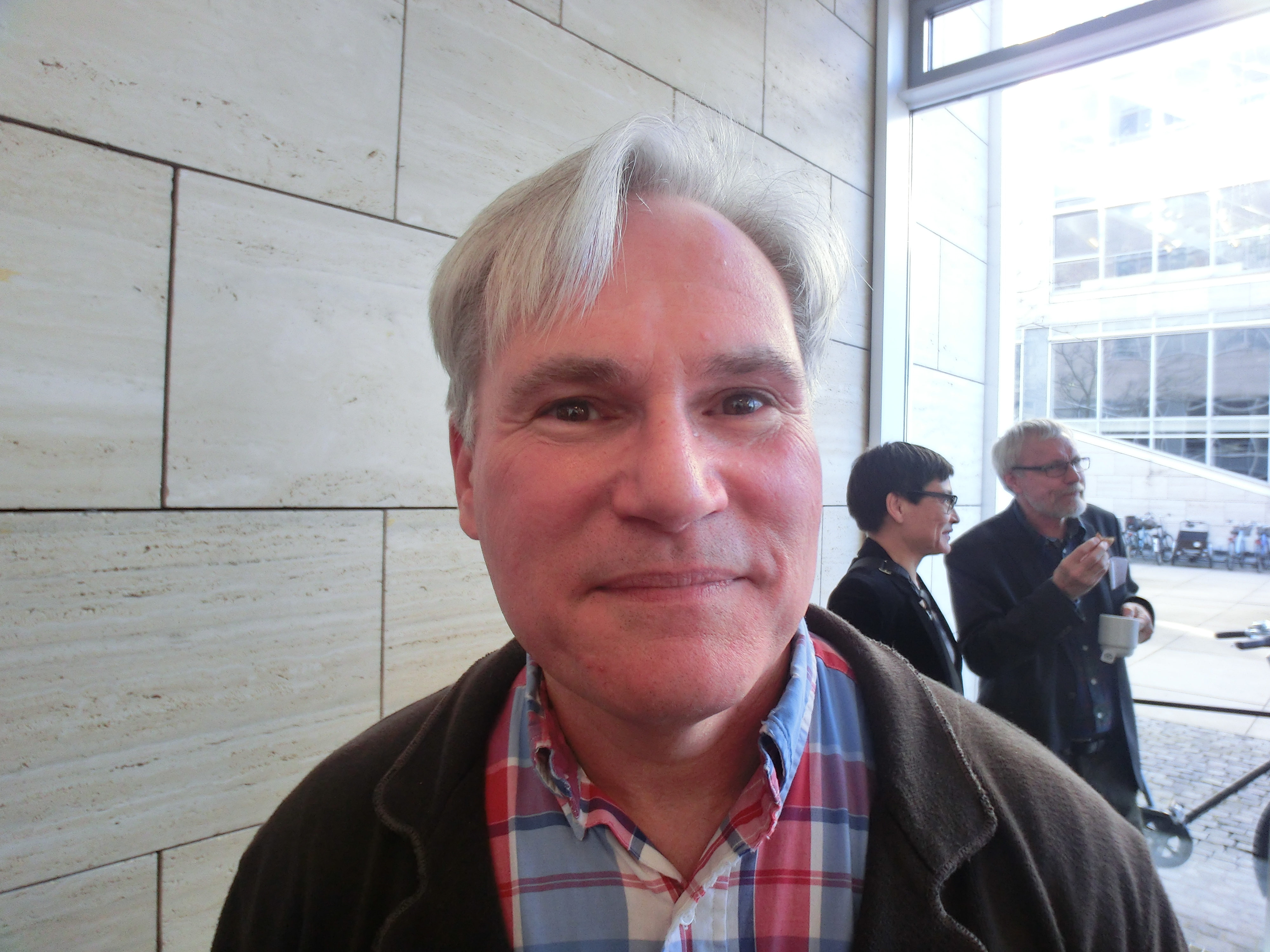
Jonathan David Katz

Jonathan David Katz (* 1958) ist ein US-amerikanischer Kunsthistoriker und ehemaliger Vorsitzender der Larry Kramer Initiative for Lesbian and Gay Studies an der Yale University. Katz ist ehemaliger Vorsitzender des Department of Lesbian and Gay Studies am City College von San Francisco. Katz war als wissenschaftlicher Mitarbeiter für Kunstgeschichte an der State University of New York at Stony Brook beschäftigt, wo er unter anderem Queer Studies lehrte. Er erhielt 1996 den Ph.D. von der University of Chicago. Katz ist Gründer des Harvey Milk Institute, dem größten queer Studies Institut weltweit. Des Weiteren ist Katz Mitgründer von Queer Nation San Francisco.
Katz schreibt an seinem Buch The Homosexualization of American Art: Jasper Johns, Robert Rauschenberg and the Collective Closet, das von der University of Chicago Press publiziert wird. Er gilt als international anerkannter Experte im Bereich queer postwar US-amerikanischer Kunst und veröffentlichte das Buch Jasper Johns' Allegy Oop: On Comic Strips and Camouflage in Schwule Bildwelten im 20. Jahrhundert (ediert von Thomas Roeske) und das Buch The Silent Camp:Queer Resistance and the Rise of Pop Art in Plop! Goes the World (ediert von Serge Guilbaut).

## Auszeichnungen
- 1975: Stonewall Book Award für Homosexuality: Lesbians and Gay Men in Society, History, and Literature[1]

## Publikationen (Auswahl)
- "Articulate Silence: The Early Work of Robert Rauschenberg", Kunstforum, Berlin, 1999
- "Re-viewing the Field: Queer Studies in Art History", Art History, 1999
- "John Cage's Queer Silence or How to Avoid Making Matters Worse", GLQ, Duke University Press, April, 1999. Erneuter Druck in Here Comes Everybody: The Music Poetry and Art of John Cage, ediert von David Bernstein, Chicago: University of Chicago Press, 1999
- "Silent Politics and the Performativity of Nothingness," Making a Scene, ediert von Henry McCullen, Birmingham University Press, 1999
- "Dismembership: Jasper Johns and the Body Politic", Performing the Body/Performing the Text, Amelia Jones und Andrew Stephenson, New York: Routledge Press, 1999
- Difference/Indifference: Musings on Duchamp and Cage, Mitautor Moira Roth, New York: Gordon and Breach, 1998
- "Lovers and Divers: Picturing a Partnership in Rauschenberg and Johns", Frauen/Kunst/Wissenschaft, Berlin, Juni 1998
- "Rauschenberg and the Guggenheim", Out Magazine, April 1998
- "Rauschenberg's Honeymoon", Art & Text, Ausgabe 16 (Mai–Juli), 1998